# Fereydunshahr (shahrestan)
Fereydunshahr (persiska: فریدون‌شهر), eller Shahrestan-e Fereydunshahr (شهرستان فریدون‌شهر), är en delprovins (shahrestan) i Iran. Den ligger i provinsen Esfahan, i den centrala delen av landet. Administrativt centrum är staden Fereydunshahr.
Delprovinsen hade 35 654 invånare 2016.